# Parathesis cubana
Parathesis cubana är en viveväxtart som först beskrevs av A. Dc., och fick sitt nu gällande namn av Amorós Eugenio Molinet och Gomez de la Maza. Parathesis cubana ingår i släktet Parathesis och familjen viveväxter. Inga underarter finns listade i Catalogue of Life.